# SNCB 25 sorozat
Az SNCB 25 sorozat egy belga 3000 V egyenáramú, Bo′Bo′ tengelyelrendezésű villamosmozdony-sorozat. Az SNCB üzemelteti. Összesen 22 db készült belőle 1960 és 1961 között.